# Pierre Chanut
Pierre Chanut, né le 22 février 1601 à Riom et décédé le 3 juillet 1662 à Livry-sur-Seine, est un diplomate français.

## Biographie
Il est chargé de plusieurs ambassades, en Suède, en Allemagne (1649-1653) et aux Pays-Bas (1653), et réside de 1645 à 1649 à la cour de Suède où il conseille à la reine Christine de Suède de faire venir René Descartes. Il entretient un commerce de lettres avec la reine depuis l'abdication de cette princesse, et meurt à Livry-sur-Seine le 3 juillet 1662, laissant des Mémoires et Négociations, qui furent publiés après sa mort.